# Stendardo (famiglia)
La famiglia Stendardo (originariamente, in lingua francese, Étendard) è una famiglia nobile italiana e francese.

## Storia
Originaria della Francia, e precisamente di Berre-l'Étang, in Provenza, arrivò in Italia al seguito del Re Carlo I d'Angiò con Guglielmo Stendardo (Guillaume Étendard senior), maresciallo di Lombardia e Sicilia e grande ammiraglio del Regno di Sicilia, che fu padre di Guglielmo "il giovane", primogenito, anch'egli maresciallo di Sicilia, il quale sposò in seconde nozze nel 1274 Isabella d'Aquino, Galeazzo, i cui discendenti furono uccisi durante i Vespri siciliani, ed Eustochia, andata in sposa a Raimondo del Balzo, figlio di Bertrando, conte di Avellino.